# Jón Rói Jacobsen
Jón Rói Jacobsen (* 7. April 1983 auf den Färöern) ist ein färöischer ehemaliger Fußballspieler, der auch für die Nationalmannschaft zum Einsatz kam.

## Vereine
Jacobsen gab 1999 schon mit 15 Jahren sein Debüt für die erste Mannschaft von HB Tórshavn im Gruppenspiel des Pokals bei ÍF Fuglafjørður, als er in der 88. Minute beim Stand von 4:0 für Hallur Danielsen eingewechselt wurde. In der zweiten Liga spielte er zum ersten Mal am neunten Spieltag auswärts gegen GÍ Gøta, hierbei wurde er in der 50. Minute beim Stand von 0:1 für Eyðstein Simonsen eingewechselt, das Spiel ging mit 0:3 verloren. Noch im selben Jahr gab er auch sein Debüt in der ersten Liga am 13. Spieltag beim 2:0-Auswärtssieg gegen NSÍ Runavík, er wurde in der 81. Minute für John Heri Dam eingewechselt. Bereits in seiner zweiten Saison wurde er als Stammspieler im Pokal sowie in der ersten Liga eingesetzt. Sein erstes Tor erzielte er am sechsten Spieltag im Auswärtsspiel gegen GÍ Gøta zur 1:0-Führung, das Spiel wurde mit 2:1 gewonnen. Das Pokalfinale ging jedoch gegen denselben Gegner mit 0:1 verloren. 2000 und 2001 wurde Jacobsen zum Nachwuchsspieler des Jahres gewählt und 2002 stand er mit HB erneut im Pokalfinale, welches diesmal mit 1:2 gegen NSÍ Runavík verloren wurde. Dafür konnte im selben Jahr die Meisterschaft gemeinsam mit unter anderen Uni Arge, Jan Dam, Andrew av Fløtum, Rógvi Jacobsen und Jóhannis Joensen feiern.
Anfang 2003 wurde Jacobsen an den dänischen Erstligaklub Brøndby IF ausgeliehen. In der Liga gab er sein Debüt am 19. Spieltag gegen Viborg FF, hierbei spielte er von Beginn an und wurde in der 70. Minute für Dennis Cagara ausgewechselt. Zum Jahresende verließ er den Verein. Er absolvierte nur vier Spiele, unter anderem aufgrund einer Knieverletzung, die zu einem mehrmonatigen Ausfall führte. Im Juli 2004 nahm der damals 21-Jährige einen Vertrag beim Zweitligisten BK Frem København an, mit denen er als Drittplatzierter nur knapp den Aufstieg verpasste. Von den Fans wurde er zum Jahresende zum Spieler des Jahres gewählt. Im Januar 2006 wechselte er zu Aalborg BK und spielte somit wieder erstklassig. Sein erstes Tor in der obersten dänischen Spielklasse erzielte er am 26. Spieltag beim Auswärtsspiel gegen Brøndby IF, er traf zum 2:3-Anschlusstreffer bei der 3:4-Niederlage. In der Saison 2007/08 gewann er an der Seite von Jeppe Curth, Rade Prica, Andreas Johansson und Siyabonga Nomvethe den Meistertitel. Insgesamt absolvierte Jacobsen jedoch nur wenige Spiele pro Saison und verließ Aalborg zur Saison 2008/09 wieder, um erneut für BK Frem zu spielen. Seit Sommer 2009 ist Jacobsen vereinslos.

## Nationalmannschaft
Für die färöische Nationalmannschaft spielte Jacobsen 35 Mal, konnte jedoch kein Tor erzielen. Sein Debüt gab er ebenso wie Helgi L. Petersen am 2. Juni 2001 im Qualifikationsspiel zur WM 2002 gegen die Schweiz in Toftir, als er in der 78. Minute für Uni Arge beim Stand von 0:0 eingewechselt wurde. Das Spiel ging mit 0:1 verloren. Jacobsen war damals mit 18 Jahren und knapp 2 Monaten der jüngste Spieler, der je für die färöische Nationalmannschaft eingesetzt wurde, dieser Rekord wurde mittlerweile von Ingi Højsted unterboten, der bei seinem Debüt 17 Jahre und 5 Monate alt war. Im Mai 2009 verkündete Jacobsen seinen Rücktritt aus der Nationalmannschaft, um sich auf sein Medizinstudium konzentrieren zu können.

## Erfolge
- 1× Färöischer Meister: 2002
- 1× Dänischer Meister: 2007/08
- 2× Nachwuchsspieler des Jahres: 2000[5], 2001[6]